# 一通集團
一通集團是一間已倒閉的香港金融公司，成立於2001年。
一通集團在創立時，以證券期貨經紀及衍生工具市場做市商為主業，企業財務顧問為輔，更推出低至五元一單交易的佣金，成功吸納不少客人。2015年4月8日註1，由於內部資訊科技系統缺失，一通錯誤地為12名客戶執行止損指令，導致客戶損失。證監會對其公開譴責並罰款港幣60萬元。一通不服並提出上訴，最終證券及期貨事務上訴審裁處決定維持原判。
2021年，一通集團以一通金融控股的名義申請上巿，獨家保薦人為英高。
2022年2月28日，一通集團旗下一通投資者有限公司據稱因2019冠狀病毒病香港第五波疫情令到人力資源短缺，於3月31日停止所有網上投資服務。一通集團行政總裁宓光輝聲稱部份員工會調往集團其他業務分部工作，包括借貸和出租車業務。及後宓光輝又對同業競爭激烈及監管機構做法向傳媒表示大為不滿。
2022年9月2日，一通集團宣佈將會轉型經營網上社區平台「一通薈」。「一通薈」會員可以透過平台享用網上服務，例如：共享乘車旅程、互相借貸、提供專業意見等，唯至今沒有下文。

## 附註
^ 即「港股大時代」開始之時。

## 外部連結
- 一通集團 （页面存档备份，存于）